# آکیرا ماتسوناگا (بازیکن فوتبال، زاده ۱۹۱۴)
آکیرا ماتسوناگا (به انگلیسی: Akira Matsunaga) بازیکن فوتبال اهل ژاپن و عضو تیم ملی فوتبال ژاپن است که در تاریخ ۰۴ اوت ۱۹۳۶ میلادی اولین بازی ملی‌اش را انجام داد. او در ۲ بازی ملی حضور داشت و آخرین بازی ملی خود را در تاریخ ۷ اوت ۱۹۳۶ میلادی انجام داد. آکیرا ماتسوناگا در بازی‌های ملی‌اش
۱ گل به ثمر رساند.